# Al-Nahda Club
El Al-Nahda Club es un equipo de fútbol de Omán que juega en la Liga Omaní de Fútbol, la liga de fútbol más importante del país.

## Historia
Fue fundado en el año 2003 en la ciudad de Al-Buraimi y su nombre en el idioma árabe significa Renacimiento. Ha sido campeón de liga en 2 ocasiones, 1 Supercopa y 1 vez finalista del torneo de Copa.
A nivel internacional ha participado en 2 torneos continentales, donde su mejor participación ha sido en la Copa de la AFC del año 2008, donde fue eliminado en las Semifinales por el Al-Muharraq de Baréin.

## Palmarés
- Liga Omaní de Fútbol: 4

2007, 2009, 2014, 2023
- Copa de la Liga de Omán: 1

2017
- Copa del Sultan Qaboos: 1

2023
- Supercopa de Omán: 2

2009, 2014

## Participación en competiciones de la AFC
- Copa de la AFC: 2 apariciones

2008 - Semifinales
2010 - Fase de grupos

## Jugadores destacados
- Vitor Hugo
- Makadji Boukar
- Dadi Yakum
- Fahad Al Fahad Alhamad
- Sunday Charles Mankpam
- Mohamed Shibh
- Libambami Yedibahoma